# Dennis Spillekom
Dennis Spillekom (ur. 7 sierpnia 1990) – holenderski lekkoatleta (sprinter), wielokrotny medalista mistrzostw kraju.
Reprezentant kraju w drużynowych mistrzostw Europy. Dwukrotny (2010 i 2012) finalista mistrzostw Europy w sztafecie 4 × 400 metrów.

## Rekordy życiowe
- bieg na 200 metrów – 20,96 – Amsterdam (21 lipca 2013)
- bieg na 300 metrów – 33,54 – Lisse (5 maja 2012)
- bieg na 400 metrów (stadion) – 47,01 – Oordegem (26 maja 2012)
- bieg na 400 metrów (hala) – 46,97 – Apeldoorn (26 lutego 2012)